# Агваскалијентес (држава)
Држава Агваскалијентес (шп. Estado de Aguascalientes), савезна је држава на северу централног Мексика. Има површину од 5.618 km² и око 1.312.544 становника, и по оба критеријума је једна од најмањих савезних држава Мексика. Основана је 1835.
На северу се граничи са државом Закатекас, а на југу са Халиском. Главни град државе је град Агваскалијентес.

## Становништво
| 1990.   | 1995.   | 2000.   | 2005.     | 2010.     | 2015.     |
| ------- | ------- | ------- | --------- | --------- | --------- |
| 719 659 | 862 720 | 944 285 | 1 065 416 | 1 184 996 | 1 312 544 |